# Mesochorus coreensis
Mesochorus coreensis là một loài tò vò trong họ Ichneumonidae.